# Zhang Lianbiao
Zhang Lianbiao (chiń. 张连标; ur. 25 stycznia 1969 w Shaoyang) – chiński lekkoatleta, który specjalizował się w rzucie oszczepem.
Czterokrotny złoty medalista mistrzostw Azji (Kuala Lumpur 1991, Manila 1993, Dżakarta 1995, Fukuoka 1998). Dwa razy stawał na podium igrzysk azjatyckich – w 1994 był pierwszy, a cztery lata później drugi. Uczestnik igrzysk olimpijskich w Atlancie w roku 1996 – zajął wówczas 11. miejsce z wynikiem 80,96. Mistrz uniwersjady z 1995 roku. Rekord życiowy: 83,38 (16 października 1994, Hiroszima).